# Anita Weiß
Anita Weiß (República Democrática Alemana, 16 de julio de 1955), también llamada Anita Barkusky, es una atleta alemana retirada especializada en la prueba de 800 m, en la que consiguió ser campeona europea en pista cubierta en 1975.

## Carrera deportiva
En el Campeonato Europeo de Atletismo en Pista Cubierta de 1975 ganó la medalla de oro en los 800 metros, con un tiempo de 2:05.6 segundos, por delante de la soviética Sarmīte Štūla y la búlgara Rositsa Pekhlivanova.
Cuatro años después, en el Campeonato Europeo de Atletismo en Pista Cubierta de 1979 ganó la medalla de plata en los 800 metros, con un tiempo de 2:02.9 segundos, tras la búlgara Nikolina Shtereva y por delante de la rumana Fiţa Lovin (bronce con 2:03.1 segundos).